# Un intruso siniestro
Un intruso siniestro es el 8.º episodio de la primera temporada de los Thunderbirds, serie de televisión de Gerry Anderson para Supermarionation fue el 17.º episodio producido. El episodio salió al aire primero en ATV Midlands el 18 de noviembre de 1965. Fue escrito por Donald Robertson y dirigido por David Lane.

## Sinopsis
Brains y Tin-Tin están planeando viajar a un lago en Egipto para buscar un tesoro enterrado. Sin embargo, The Hood también está en su búsqueda y detendrá a quien quiera alcanzarlo primero.

## Argumento
En su templo en la selva de Malasia, The Hood jura frustrar los esfuerzos de Rescate Internacional por recuperar el tesoro perdido del Lago Anasta, Egipto. Hipnotizando a su hermanastro, Kyrano, le obliga a que revele desde la Isla Tracy cuando Brains y Tin-Tin saldrán para empezar un estudio del reconocimiento. Con esta información The Hood sale para Egipto.
Después de volar en el Thunderbird 2, Brains y Tin-Tin manejan en su jeep del desierto, remolcando dos caravanas, para encontrarse con su contacto, Profesor Blakely del Museo Internacional de Arqueología. Entretanto, The Hood llega al Lago Anasta y despliega un submarino 3E de su camión del desierto.
Brains y Tin-Tin se ponen sus trajes de baño, se zambullen, y desciende al templo sumergido, sin saber que The Hood está mirando desde su submarino. Brains retira una muestra de la piedra de una columna y después Blakely confirma que el tesoro ha sido localizado. Sin embargo, cuando Brains se dirige a la puerta de su cuarto, esa noche, él es hipnotizado por un extraño visitante al parecer árabe. De regreso en la Isla Tracy, las noticias del descubrimiento son enviadas a través de un comunicador a los otros miembros del equipo de Rescate Internacional.
Brains despierta solo para encontrarse enterrado hasta el cuello en la arena bajo la luz del un Sol llameante. Tin-Tin y Blakely también han quedado inconscientes por The Hood, sus compartimientos saqueados. The Hood se acerca a Brains con su disfraz y le incita a revelar la localización del tesoro, pero su deshidratada víctima se niega.
Jeff, incapaz comunicarse con Anasta por radio, manda a los Thunderbirds 1 y 2 a investigar. Mientras sobrevuela el lago, Scott ve a Brains en apuros y aterriza para rescatarlo mientras Virgil atiende a Tin-Tin. Entretanto, The Hood aprovecha la oportunidad para fotografiar las naves de los Thunderbird secretamente.
Jeff ordena a todo el personal de Rescate Internacional que vuelva una vez que Blakely, todavía inconsciente, haya sido transportado en avión al hospital. Cuando Scott le dice a Virgil y a Gordon que el detector automático de cámaras del Thunderbird 1 ha estado operando, un convaleciente Brains comprende que el Rescate Internacional ha caído en una trampa. Vuelve a visitar el templo esa noche para sacar el tesoro. Sin embargo, sin saber que The Hood ha alambrado el área con alarmas, mueve una piedra y lo alerta de su presencia. The Hood se sumerge y confronta a Brains, hipnotizándolo de nuevo. Detona unos explosivos, destruyendo el templo y evita que el genio huya y muera en el fondo del lago.
Gordon lanza el Thunderbird 4 y localiza a Brains, atrapado bajo una columna con un suministro de aire disminuyendo rápidamente. En ese momento, The Hood dispara un torpedo de su 3E al submarino de Gordon, desequilibrándolo. Gordon abre fuego rápidamente y destruye la nave de su atacante, pero no antes de que The Hood escape a través de la esclusa de aire. Cuando Blakely es enviado al hospital por el helijet, Scott se le une a Gordon con una grúa hidrostatica. Juntos levantan la columna y Brains es liberado de abajo, mientras la columna cae con seguridad.
Algún tiempo después, Brains y Tin-Tin visitan a Blakely en el hospital, pero se pone ansioso cuando él menciona la idea de buscar un tesoro en el Caribe.

## Reparto

### Reparto de voz regular
- Jeff Tracy — Peter Dyneley
- Scott Tracy — Shane Rimmer
- Virgil Tracy — David Holliday
- Gordon Tracy — David Graham
- John Tracy — Ray Barrett
- Grandma Tracy — Christine Finn
- Brains — David Graham
- Tin-Tin Kyrano — Christine Finn
- Kyrano — David Graham
- The Hood — Ray Barrett

### Reparto de voz invitado
- Profesor Blakely — Peter Dyneley
- Hassan Ali — David Graham

## Equipo principal
Los vehículos y equipos vistos en el episodio son:
- Thunderbird 1
- Thunderbird 2 (llevando las Vainas 4 y 5)
- Thunderbird 4
- Jeep del desierto
- Vehículo Transportador
- Submarino 3E
- Helijet
- Grúa Hidrostatica

## Errores
- Cuando The Hood hipnotiza a Brains en su compartimiento, las gafas de Brains desaparecen entre escenas cuando él se desmaya.